# Municipio de Mellette
El municipio de Mellette (en inglés: Mellette Township) es un municipio ubicado en el condado de Spink en el estado estadounidense de Dakota del Sur. En el año 2010 tenía una población de 130 habitantes y una densidad poblacional de 0,67 personas por km².

## Geografía
El municipio de Mellette se encuentra ubicado en las coordenadas 45°9′55″N 98°29′4″O / 45.16528, -98.48444. Según la Oficina del Censo de los Estados Unidos, el municipio tiene una superficie total de 195.35 km², de la cual 195,32 km² corresponden a tierra firme y (0,01 %) 0,02 km² es agua.

## Demografía
Según el censo de 2010, había 130 personas residiendo en el municipio de Mellette. La densidad de población era de 0,67 hab./km². De los 130 habitantes, el municipio de Mellette estaba compuesto por el 98,46 % blancos, el 1,54 % eran amerindios. Del total de la población el 0 % eran hispanos o latinos de cualquier raza.